# Зураев, Виктор Борнафович
Виктор Борнафович Зураев (род. 28 ноября 1963) — полковник белорусского МВД, командир спецподразделения Министерства внутренних дел Белоруссии «Алмаз» с 2010 года. Этнический осетин.

## Биография
В 1986 году по распределению попал в Минск в чине командира взвода внутренних войск СССР войсковой части 3214. В середине 1980-х годов на всесоюзных сборах в Тбилиси завоевал краповый берет. В 1991 году выезжал на боевое задание в Нагорный Карабах, участвовал в локализации армяно-азербайджанского вооружённого конфликта в Нагорном Карабахе.
В 1993 году стоял у истоков белорусского спецназа, проведя первый экзамен на краповый берет. Продолжил карьеру в пограничных войсках. Служил начальником отдела, позднее — заместителем командира войсковой части 1250 пограничных войск (г. Минск), на территории которой базируется пограничный спецназ — отдельная служба активных мероприятий (ОСАМ).
В 2012 году возглавлял службу по борьбе с незаконным оборотом наркотиков. В 2018 году Зураев сопровождал Виктора Лукашенко во время визита в Чечню и был на встрече с Рамзаном Кадыровым.
Являлся одним из руководителей, занимавшихся подавлением массовых протестов по итогам президентских выборов в Белоруссии 2020 года. Считается, что именно к спецподразделению «Алмаз», которым командовал Зураев, мог принадлежать военный, застреливший в Минске безоружного демонстранта Александра Тарайковского.

## Награды
- орден «За службу Родине» III степени (2015)[9],
- медаль «За отличие в охране государственной границы» (2003)[10],
- медаль «За безупречную службу» I степени (2010)[11].